# نیشی-کو، نیگاتا
نیشی-کو (به لاتین: Nishi-ku) یک منطقهٔ مسکونی در ژاپن است که در نیگاتا واقع شده‌است. نیشی-کو ۹۴٫۰۹ کیلومتر مربع مساحت و ۱۶۲٬۶۶۴ نفر جمعیت دارد.